# Marcusallee

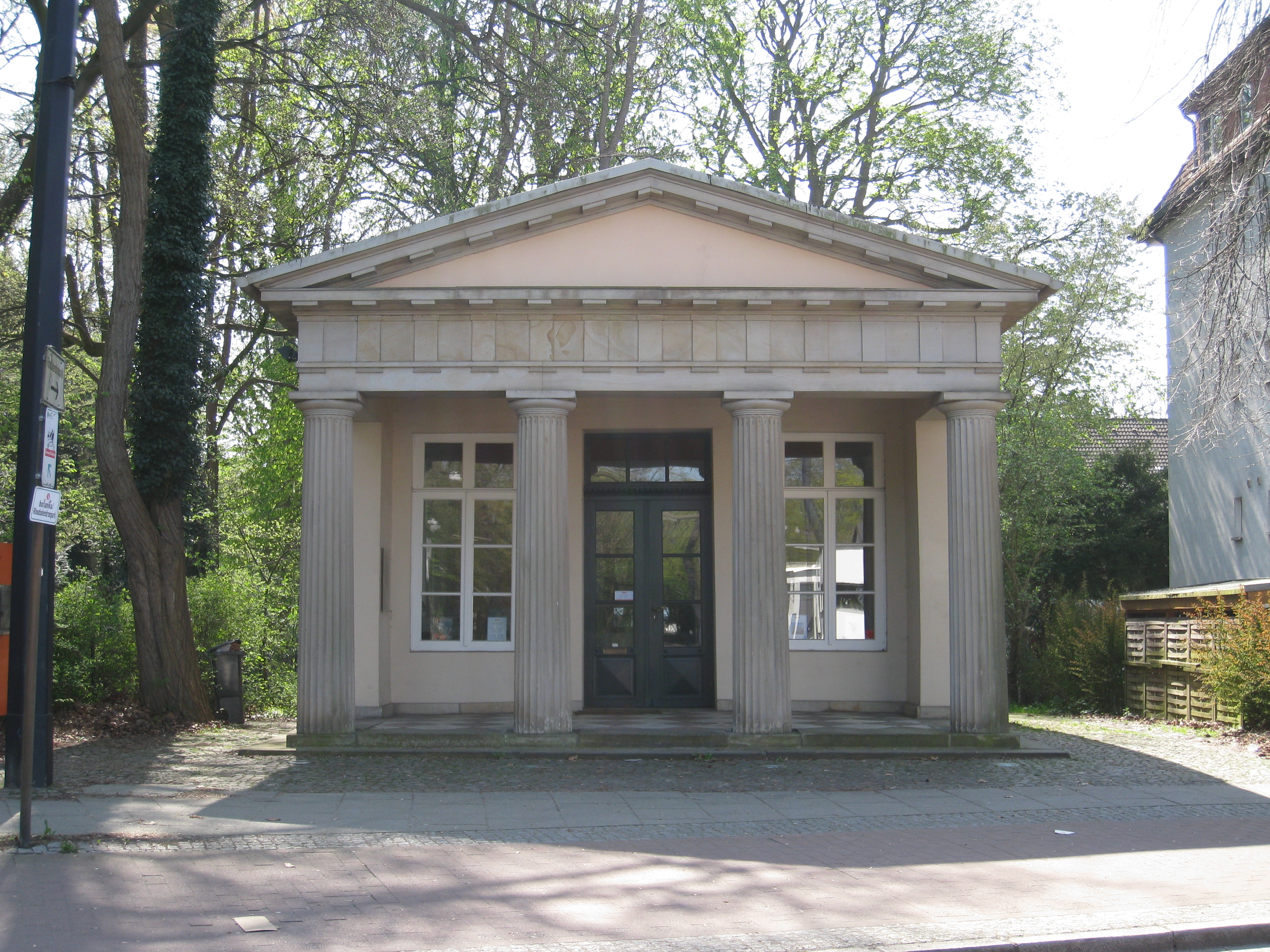
Nr. 1a: Dieses um 1830 erbaute Teehäuschen ist heute der letzte erhaltene Rest vom Gut Kreyenhorst.

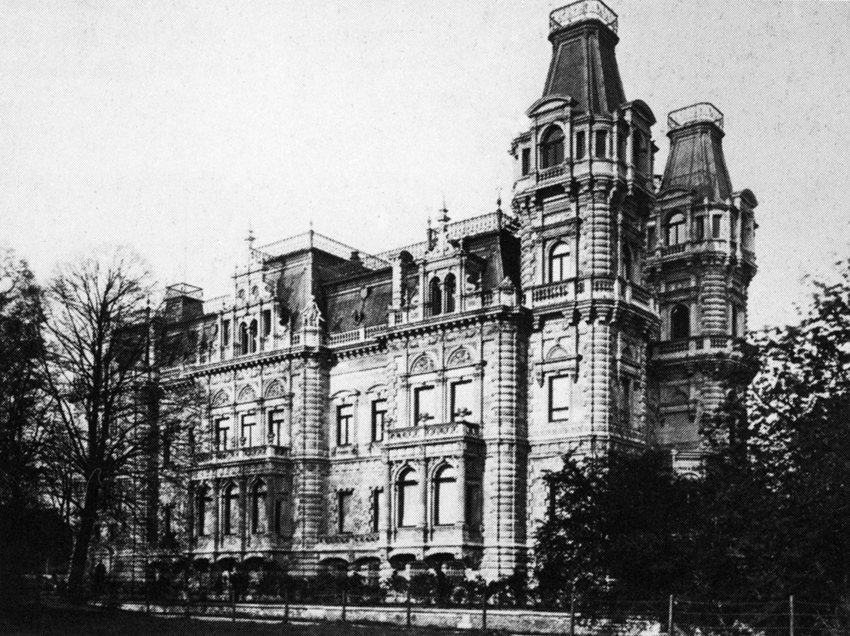
Schloss Kreyenhorst, erbaut 1875, nach 1911 abgerissen

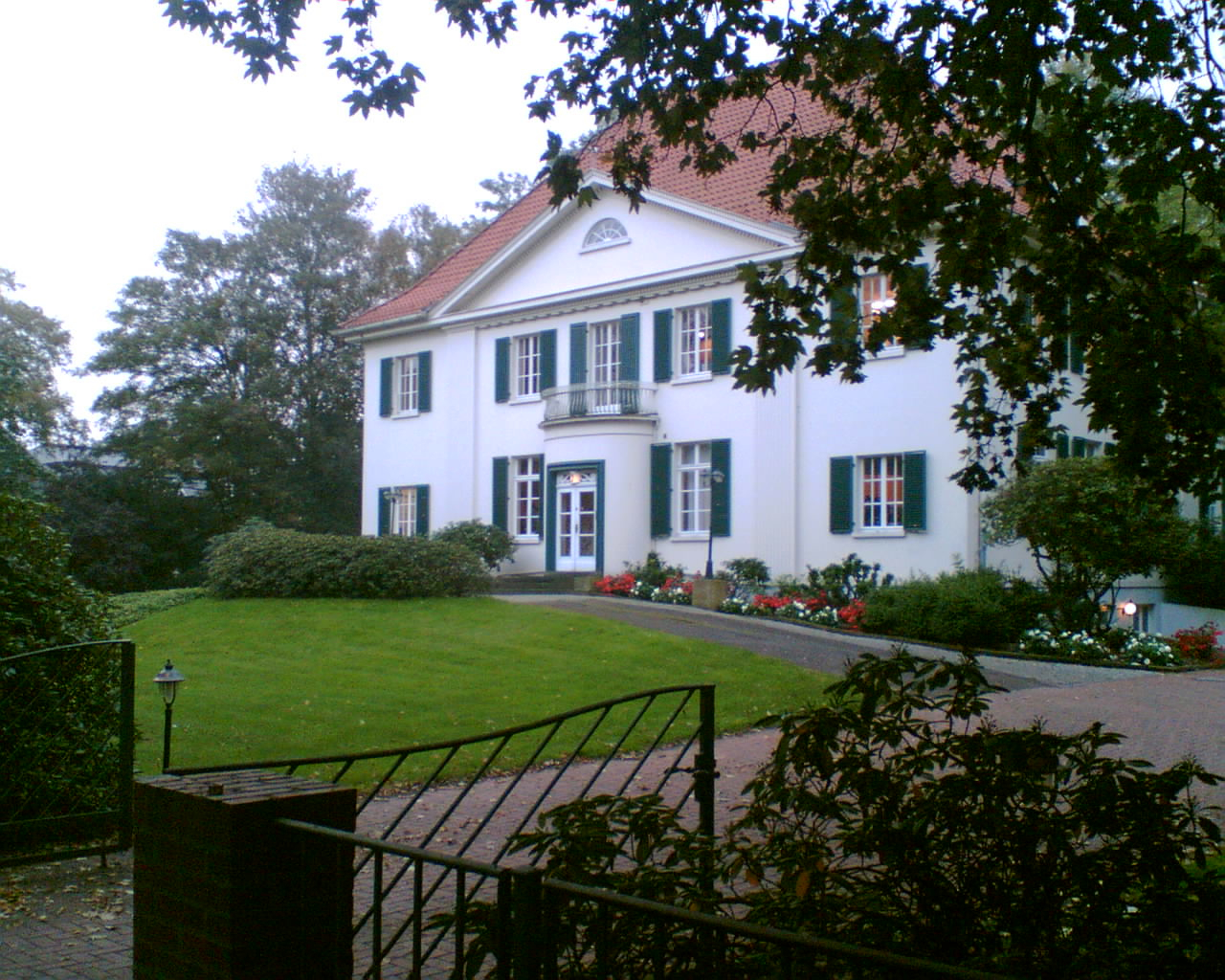
Nr. 3: Villa Ohlrogge

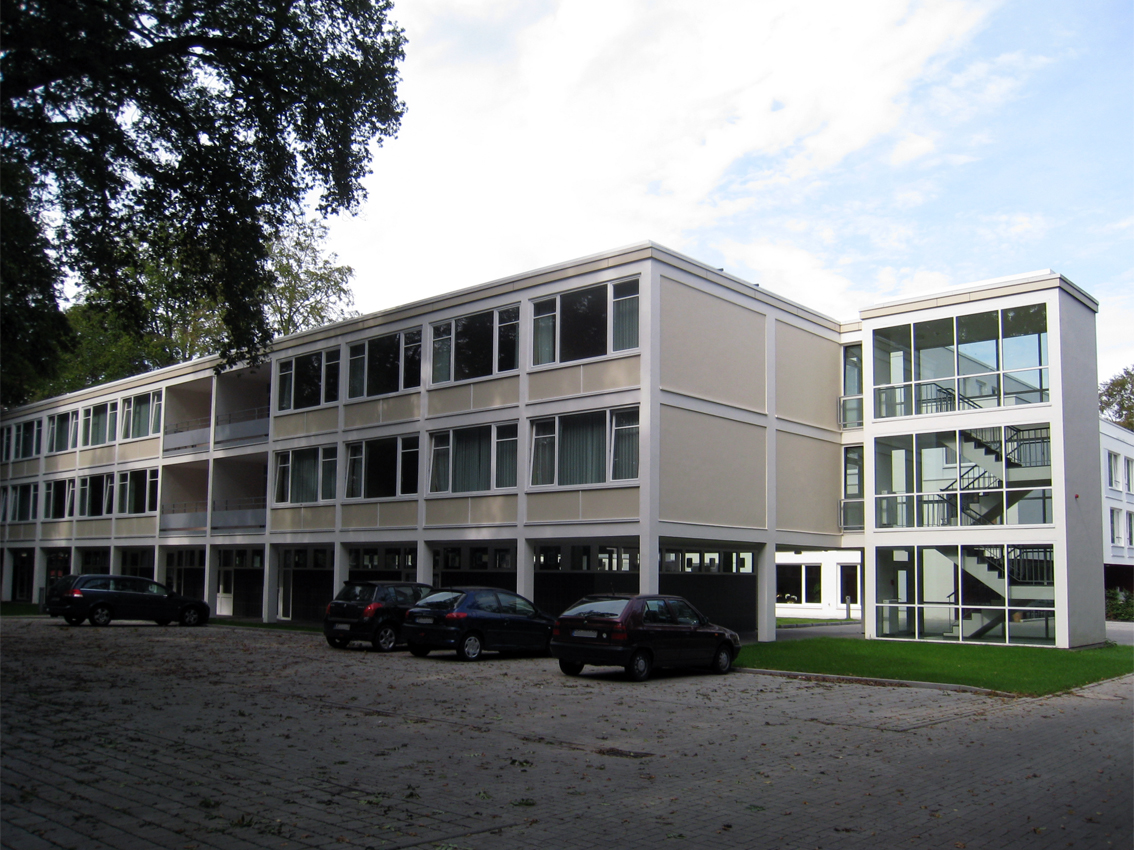
Wohnanlage Marcusallee 2/4

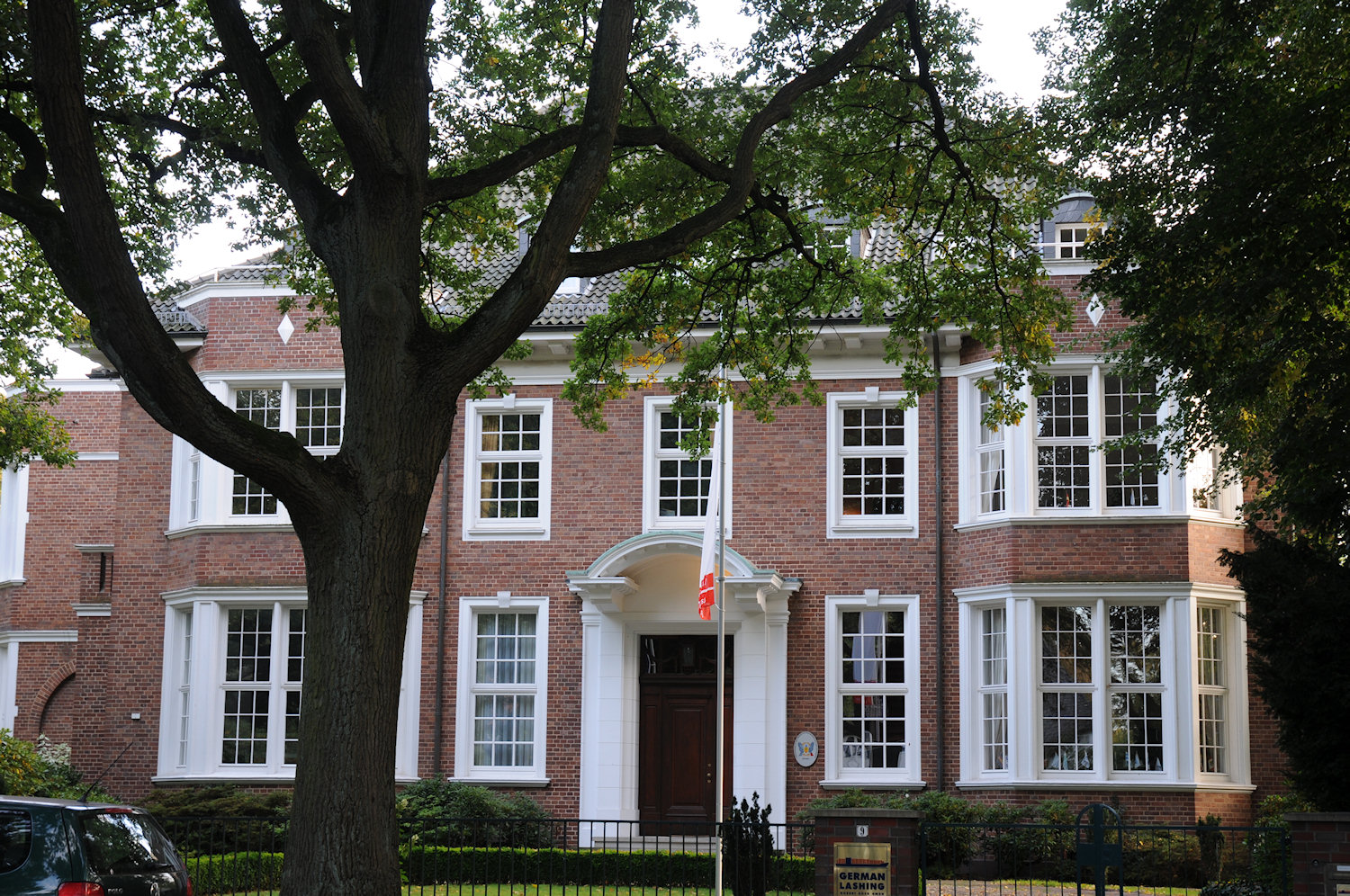
Nr. 9: Villa Schütte

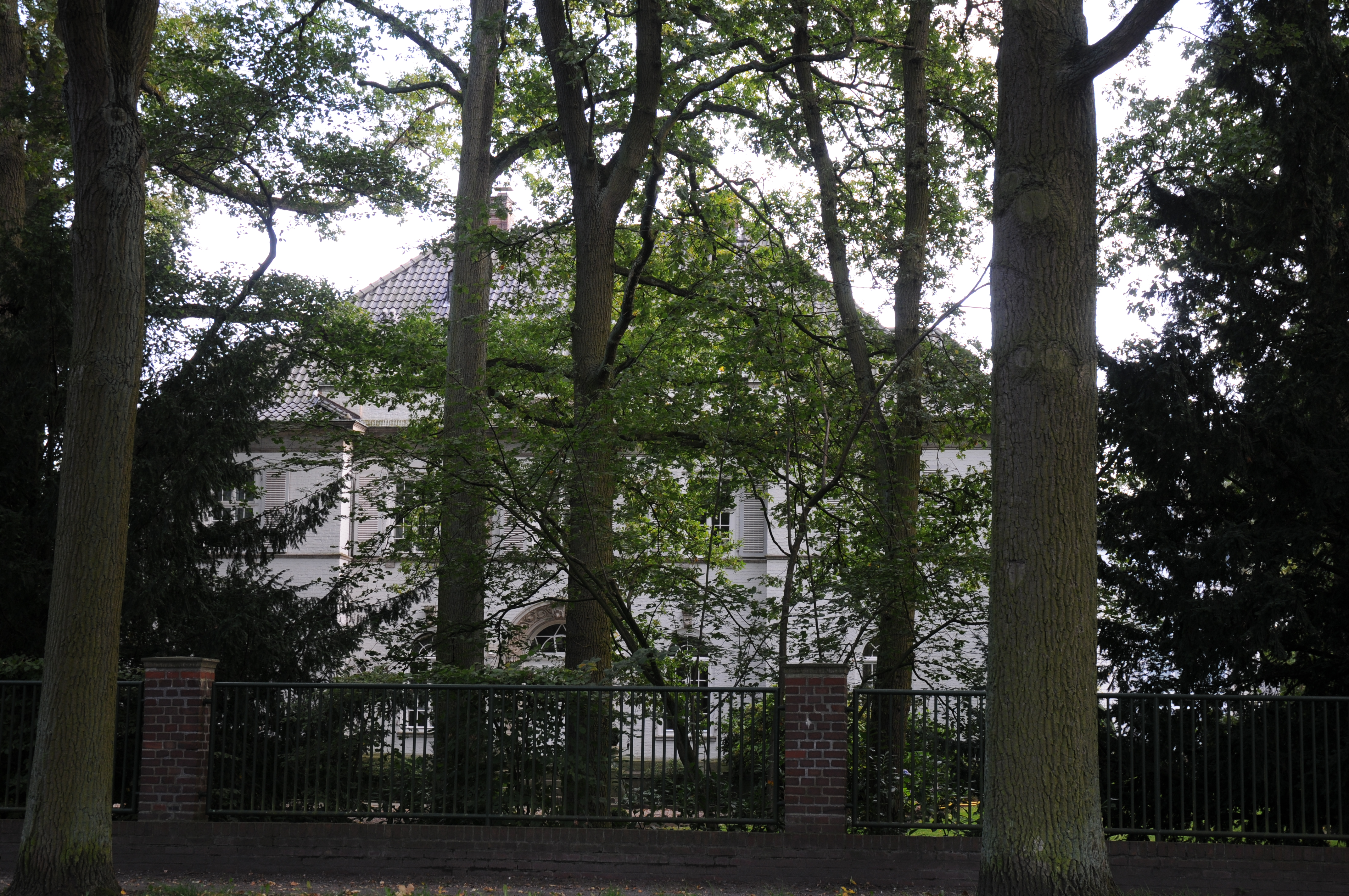
Nr. 11: Landhaus Krages

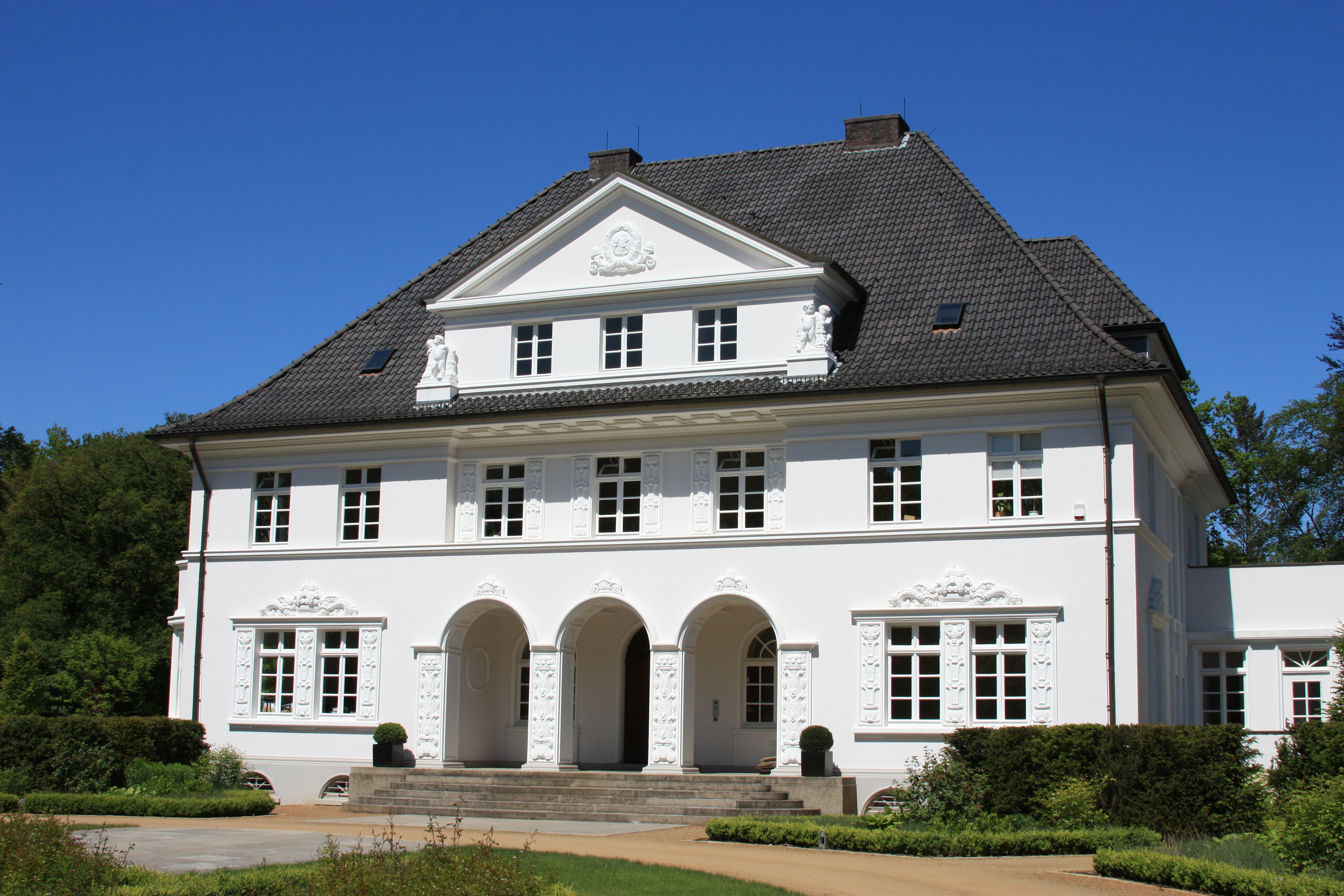
Nr. 38: Villa Koenenkamp

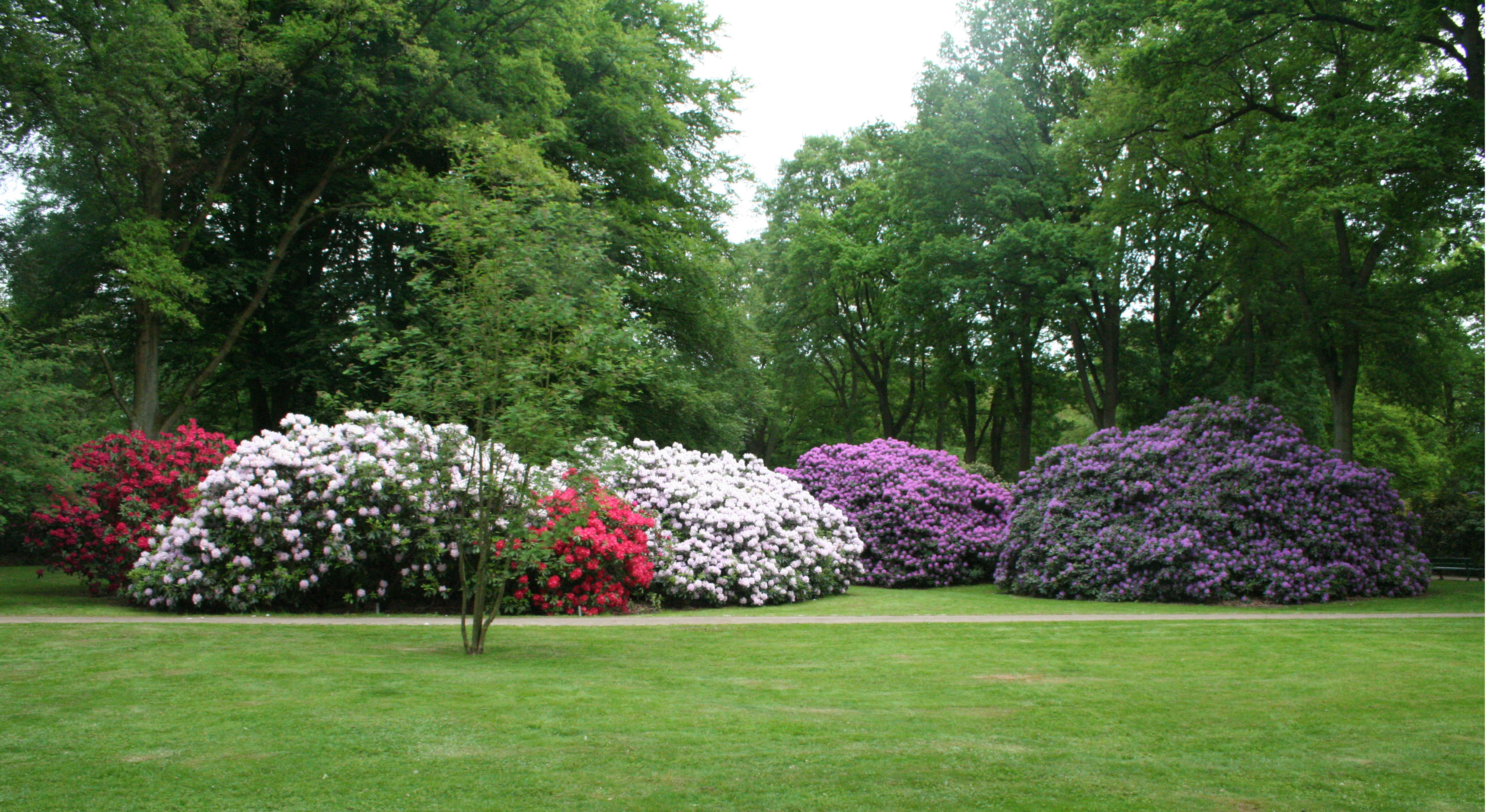
Rhododendron-Park

Die Marcusallee ist eine historische Erschließungsstraße in Bremen, Stadtteil Horn-Lehe, Ortsteil Horn. Sie führt in West-Ost-Richtung von der Schwachhauser Heerstraße/Horner Heerstraße bis zu den Straßen Nedderland/Achterdiek in Oberneuland.
Die Querstraßen und Anschlussstraßen wurden benannt u. a. als Schwachhauser Heerstraße nach dem Stadtteil, zu dem sie führt, Horner Heerstraße nach dem Ortsteil, Rosental 1913 nach dem Gut zwischen der Vahr und Achterdiek, das Dr. Rosenkamp im 18. Jh. anlegte, dann Arnold Delius besaß, 1869 der Kaufmann Dietrich Daniel Knoop erwarb und 1888 die Familie Rickmers, Konsul-Mosle-Weg nach dem Kaufmann und Reichstagsabgeordneten Alexander Georg Mosle (1827–1882), Deliusweg nach dem Anglisten Nikolaus Delius (1813–1888), Am See 1913 nach dem Teich, unbenannter Weg, Achterdiek nach der Lage hinter (= ndt. achter) dem Deich (= ndt. Diek) und Nedderland nach der Flurbezeichnung (nedder = niedrig).

## Geschichte

### Name
Die Marcusallee wurde 1922 nach dem Juristen, Handelskammersyndikus, Senator (für Handel, Zoll und Schifffahrt) und Bürgermeister in Bremen Victor Marcus (1849–1911) benannt.

### Entwicklung
Die ersten 100 Meter der heutigen Marcusallee waren auf der Landkarte von 1798 ein Teil des Weges zur Vahr, der dann nach Süden abknickte.
Im 18. Jahrhundert begannen Bremer Kaufleute, im Dorf Horn villenartige Landhäuser zu bauen. Dietrich Rosenkamp (1698–1780) erwarb ein großes Landgut, aus seinem Gut Rosenthal wurde das Gut Kreyenhorst, auf dem 1875 ein großes Schloss erbaut wurde. Nach 1888 wurde dahinter Rickmers Park angelegt, ein großer Englischer Landschaftsgarten mit eigener Jagd. Ein alter Feldweg im Verlauf der heutigen Marcusallee wurde damit überbaut. Die zur Vahr führende Straße zwischen Schloss und Park wurde 1894 verlegt, so entstand die Trasse der heutigen Bürgermeister-Spitta-Allee.
Die Stadt Bremen kaufte 1911 das Grundstück und ließ das inzwischen baufällige Schloss abreißen. Die Marcusallee, das Rosental und der Deliusweg wurden erschlossen und mit Villen und Landhäusern bebaut. Im Jahr 1924 war die Marcusallee etwa halb so lang wie heute, endete noch vor dem Park und war bereits mit fünfzehn Häusern bebaut. Aus Teilen des ehemaligen Rickmers Parks und des angrenzenden Allmers Parks wurde ab 1933 der Rhododendronpark mit dem späteren Botanischen Garten, der botanika und dem Garten der Menschenrechte.
1936 wurde durch den Bau der Reichsautobahn im Osten ein Teil des Grundstücks abgetrennt und die Marcusallee führte über die Autobahn. 1971 wurde durch einen Bebauungsplan die Wohnbebauung östlich der Autobahn ermöglicht, u. a. für eine sechsgeschossige große Wohnanlage.

### Verkehr
Die Straßenbahn Bremen tangiert mit der Linie 4 (Lilienthal – Arsten) die Straße.
Im Nahverkehr in Bremen durchfährt die Buslinien 31 (Borgfeld Ost ↔ Horn ↔ Nedderland) und tangiert die Linie 21 (Blockdiek ↔ Sebaldsbrück ↔ Universität-Nord) die Straße.

## Gebäude und Anlagen
An der Straße stehen überwiegend ein- bis zweigeschossige Gebäude.
Bremer Baudenkmale
- Nr. 1a: 1-gesch. klassizistisches Teehäuschen vom ehemaligen Gut Kreyenhorst (zuvor Gut Rosenthal) von nach 1828 nach Plänen von Jacob Ephraim Polzin für den Ältermann Everhard Delius.[6]
- Nr. 2/4: 3-gesch. Wohnanlage Marcusallee 2/4, 1954 gebaut für das amerikanische Generalkonsulat nach Plänen der Architektengruppe Skidmore, Owings and Merrill; 1966 bis 1982 Gebäuden das Universitätsbauamt Bremen (UBA), danach Frauenwohnheim und seit 2010 Pflegezentrum Marcusallee, ergänzte mit einem den Maßstab sprengenden 4-gesch. Neubau.[7]
- Nr. 9: 2-gesch. Villa Schütte von 1915 nach Plänen von Friedrich Wellermann und Paul Frölich für den Kaufmann Albrecht Franz Schütte.[8]
- Nr. 11: 2-gesch. Landhaus Krages von 1925 nach Plänen von Hans Haering für den Kaufmann Louis Krages.[9]
- Nr. 16: 2-gesch. Villa Haus Vierbirken von 1913 nach Plänen von Rudolph Leymann für den Unternehmer und Kaufmann Freiherr Gustav von Boenigk[10]
- Nr. 38: 2-gesch., verputzte, siebenachsige Villa Koenenkamp von 1915 mit Walmdach und dreiachsigem Portikus nach Plänen von August Abbehusen und Otto Blendermann für den Seidenkaufmann Wilhelm Koenenkamp (1859–1941).[11]

Erwähnenswerte Gebäude und Anlagen
- Nr. 2/4: Siehe oben
- Nr. 3: 2-gesch. klassizistische Villa von 1911 mit prägendem Mittelrisalit nach Plänen von Abbehusen und Blendermann für Hans-Friedrich Wriedt, von 1929 bis 1945 im Eigentum vom Unternehmer Richard Ohlrogge (Villa Ohlrogge), 1945 beschlagnahmt, 1955 in bremischem Besitz, längere Zeit von um 1955 bis 1983 Französisches Botschaftsgebäude (Konsulat). Seit 1984 hat die Firma Otto Stadtlander GmbH, ein altes Bremer Handelshaus, welches seit 1919 mit Baumwolle handelt, hat hier ihren Sitz.
- Nr. 4a: 1-gesch. Wohnhaus als Flachdachbungalow, um 1970
- Nr. 8: 1-gesch. Wohnhaus von 1984 nach Plänen von Gerhard Müller-Menckens
- Nr. 9: 3-gesch. Personalwohnhaus für das Kinderwohnheim von 1967
- Nr. 11: s. o.
- Nr. 15: 1-gesch. Villa Loewe mit Mansarddach und Mittelrisalit von 1915 nach Plänen von Eduard Gildemeister, 1944 zerstört, danach 1-gesch. Wohnhaus mit Mansarddach
- Nr. 16: s. o.
- Nr. 22: 2-gesch. Villa mit Walmdach von 1935 nach den Plänen von Architekt Wildschütz
- Nr. 24: Villa von 1915 nach Plänen von Carl Eeg für den Kaufmann Johann (Gottfried Franz) Schütte
- Nr. 24d: 2-gesch. Wohn- und Bürohaus mit halbrundem mittigen Vorbau
- Nr. 26: 2-gesch. Wohnhaus von 1949 nach Plänen von Günther Hafemann und Max Säume für Finanzsenator Wilhelm Nolting-Hauff (FDP)
- Straße Am See mit kleinem Tümpel
- Nr. 31: 2-gesch. Schule an der Marcusallee – Förderzentrum für Hören und Kommunikation, für Schwerhörige, Gehörlose und CI-Träger (Hörprothese) von der 1. bis zur 10. Klasse mit um 80 Schülern; 1959 als Schwerhörigen- und Sprachheilschule hier eingerichtet.
- Nr. 33: 2-gesch. Villa Zech
- Nr. 35: 2-gesch. Villa von 1914 mit Mittelrisalit nach Plänen von Wellermann und Frölich
- Nr. 38: 2-gesch. Villa von 1915 siehe oben; nach dem Krieg Stork-Club für amerikanischen Offiziere, dann Gehörlosenschule
  - auf dem Grundstück wurden später zwei weitere dreigeschossige Wohnhäuser errichtet.
- Nr. 38a und 38b: 3-gesch. neuere Wohnhäuser
- Nr. 39: 2-gesch. Villa von 1929 nach Plänen von Wellermann und Frölich für Hermann Gustav Uhde, nach 1945 Wohn- und Gästehaus für amerikanische Offiziere, seit 1969 Bürohaus der Bremer Heimstiftung als Kundenzentrum;
  - auf dem Grundstück wurde um 1970 ein Altenwohn- und Pflegeheim nach Plänen von Rudi Richter und Wilfried Turk gebaut.
- Der 46 Hektar große Rhododendron-Park Bremen von 1933, erweitert 1984, mit dem Botanischen Garten von 1937, dem Terrarium von 1950, dem Café von 1960 bzw. 1978, dem Heidegarten von 1964, dem Rosengarten von 1998, der Botanika von 2003 und dem Garten der Menschenrechte von 2003.
- Nr. 41: 3-gesch. neueres Wohnhaus mit Rotunde als Staffelgeschoss
- Nr. 43: 2-gesch. Wohnhaus mit Walmdach
- Nr. 45: 2-gesch. Wohnhaus In diesem Haus wohnte der Schriftsteller Peter Weiss mit seinen Eltern von 1923 bis 1925.[12]
- Nr. 51: 2-gesch. Wohnhaus von Paul Rütter und Johanna Rütter, letztere wurde 1945 als Jüdin deportiert
- Nr. 63: 1-gesch. Wohnhaus von 1936 mit Walmdach nach Plänen von Eduard Scotland
- Nr. 65a: 2-gesch. neueres Wohn- und Bürohaus mit gerundetem Dach
- Brücke über die Bundesautobahn 27
- Ehmckstraße Ecke Achterdiek und Marcusallee: Bis zu 6-gesch. große Wohnanlage von 1974 nach Plänen von Kristen Müller und Kurt Schmidt

Kunstobjekte, Gedenktafeln
- Ecke Marcusallee/Deliusweg: Simón-Bolívar-Büste aus Marmor von 1933 bis 1960, danach seit 1960 im Gobelinzimmer des Bremer Rathauses;
  - von 1960 bis 1988 Bronzebüste von L. F. Rizzi, 1988 Sockel beschädigt, seit 2012 auf neuem Sockel am Hörsaalgebäude der Universität Bremen[13]
- Stolpersteine für die Opfer des Nationalsozialismus gemäß der Liste der Stolpersteine in Bremen:
  - Nr. 19 für Matthias Plump (1921–1944), ermordet in Meseritz-Obrawalde